# 板野警察署
板野警察署（いたのけいさつしょ）は、徳島県警察が管轄していた警察署。2018年（平成30年）4月1日をもって徳島北警察署（同時に徳島板野警察署に改称）と統合され廃止された。

## 所在地
- 徳島県板野郡板野町大寺大向34番地1

## 管轄区域
- 板野郡
  - 藍住町
  - 板野町
  - 上板町

※2005年（平成17年）3月31日までは現在の阿波市吉野町も管轄だったが、同年4月1日の阿波市成立時に阿波警察署（同日市場警察署から改称、現：阿波吉野川警察署）へ管轄が変更された。

## 沿革
- 2018年（平成30年）4月1日 - 徳島北警察署へ統合（同時に徳島板野警察署に改称）、現在庁舎は徳島板野警察署板野庁舎として使用されている。

## 交番
- 藍住町藍住東交番（藍住町笠木中野）
- 藍住町藍住西交番（藍住町徳命）

## 駐在所
- 板野町大寺駐在所（板野町大寺亀山西）
- 板野町下庄駐在所（板野町下庄古杉）
- 板野町那東駐在所（板野町那東楠木）
- 上板町西分駐在所（上板町西分カヤノ）
- 上板町高瀬駐在所（上板町高瀬宮ノ本）
- 上板町神宅駐在所（上板町神宅北屋敷）
- 上板町鍛冶屋原駐在所（上板町七条西栗ノ木）